# Commanderie hospitalière

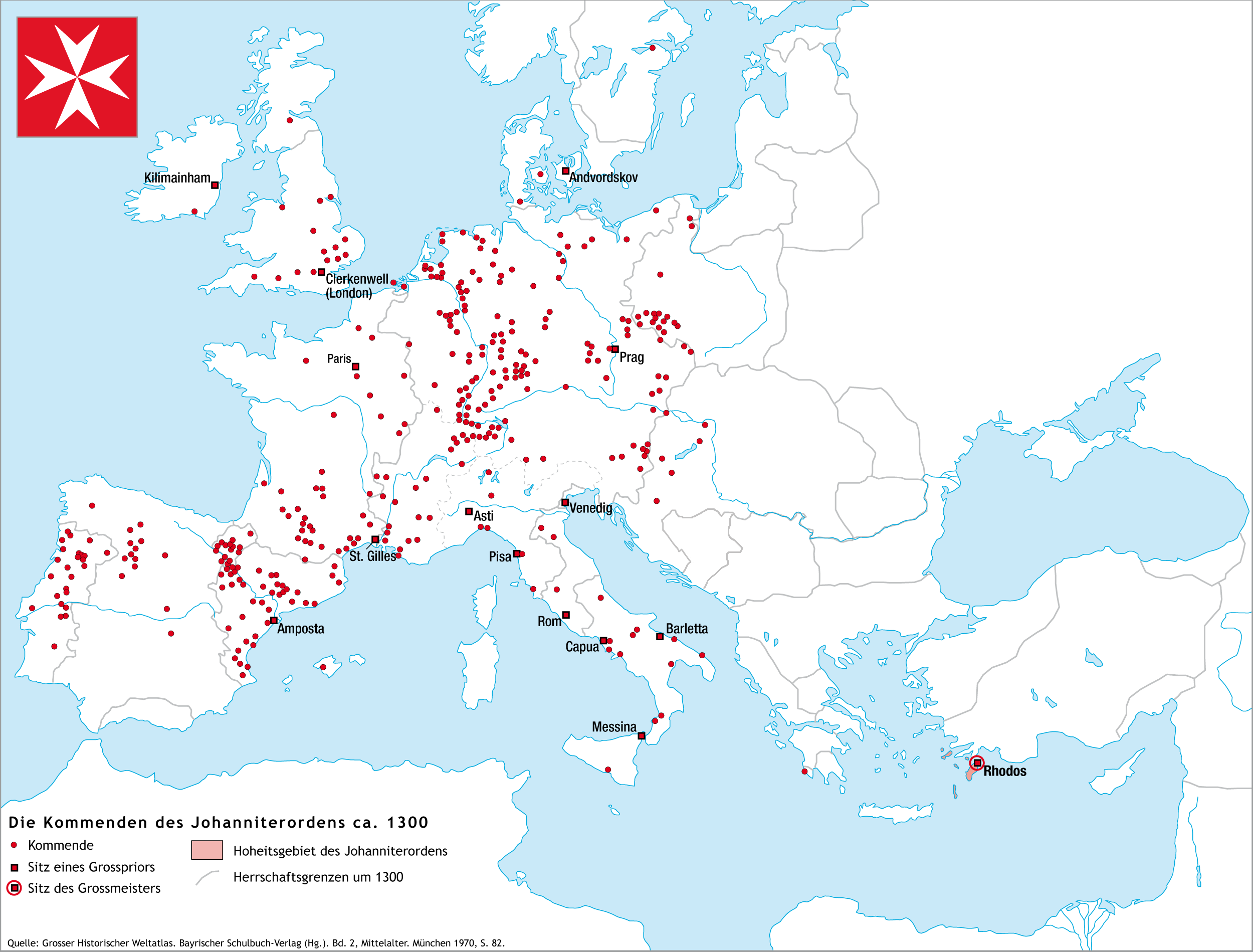
Possessions hospitalières en Europe vers 1300.

Les commanderies hospitalières sont des possessions foncières de l’ordre de Saint-Jean de Jérusalem.
Elles résultent le plus souvent d'une donation faite par un seigneur féodal pour des raisons religieuses, ou par les nouveaux chevaliers qui lèguent leurs biens à l'ordre en en devenant membres. Il s'agit de domaines fonciers en Orient et en Occident dont les revenus sont en grande partie affectés à l'entretien et à l'action de l'Ordre en Terre sainte, puis hors de Terre sainte, après la fin des États latins d'Orient.
Une commanderie est placée sous la responsabilité d'un commandeur, lui-même sous la direction d'un prieur.

## Les commanderies
On trouve plusieurs sortes de commanderies :
- des fortifications principalement en Orient ;
- des xenodochia, des hôpitaux ou des auberges pour l'accueil des pèlerins ;
- des maisons de ville souvent résidences des prieurs ;
- et principalement des commanderies ou des membres qui sont des biens fonds.

### Description d'une commanderie
Une commanderie, comme celle ci-contre de Coulommiers, est un ensemble de bâtiments à visées agricoles constituée par des terres agricoles (champs, bois, vignes, etc.) et composés de logis comprenant des bâtiments de fonction (salle du chapitre, chapelle, prisons, grange aux dimes), du commandeur (logis, chambre, antichambres, latrines, etc.), d'habitation (cuisine, réfectoire et dortoir), communs (fours, ateliers, moulin, etc. et aussi pigeonnier avec droit à colombiers) et d'exploitation (granges, charreteries, écuries, étables, porcheries, etc.). Souvent entourés de murs avec des tours, ces commanderies ne sont pas, à l'origine, fortifiées même si certaines d'entre elles l'ont été au gré des circonstances de l'histoire ou des donations.
Les habitants de la commanderie (prieurs, commandeurs, baillis et chevaliers, sergents, chapelains) étant des religieux (des moines, pas des prêtres en général), ils sont soumis à une règle, malgré les aspects militaires de leur action. Ces ensembles fonciers tiennent à la fois de la ferme de rapport et du monastère.
Sur les chemins des pèlerinages, certaines d'entre elles étaient ou comportaient des hôpitaux pour les soins ou des auberges pour l'accueil des pèlerins.

### Les origines des commanderies
À l'origine, c'est Godefroy de Bouillon qui concède, pour services rendus, aux « moines noirs » de frère Gérard les premiers biens : le casal (village fortifié) de Hessilia en Palestine et son fief de Montboon en Brabant ainsi que deux fours banaux.
Par la suite, les donations sont nombreuses (par exemple celle de Guillaume le Conquérant en 1060 : des biens situés dans la forêt de Gouffrey sur la Dives en Normandie). L'ordre reçoit des forts pour assurer la sécurité sur les routes de Terre sainte et des fiefs en Europe pour assurer ses revenus.
Au XIIIe siècle l'Ordre était composé d'environ deux cent cinquante commanderies mais avec la dévolution des biens de l'ordre du Temple on en comptait au début du XVIe siècle six cent quatre. Des commanderies furent supprimées ou regroupées sous le nom de membres. À la veille de la Révolution on en comptait six cent soixante et onze dont treize protestantes.

### Gestion des donations
Pour gérer tous ces biens, les grands maîtres les confient à des chevaliers « gens de mérite et de probité » qui résident sur place. Au début, un bien-fonds est appelé praeceptoria et le responsable porte le titre de praeceptor ou de magister. Au XIIIe siècle, les praeceptoriae reçoivent le nom de « commanderies ».
Chaque établissement doit verser à l'ordre les responsions, impositions représentant environ le sixième de ses revenus, permettant ainsi l'entretien des garnisons, des hôpitaux et des auberges de l'Ordre.

## Organisation des commanderies

### Organisation par prieurés
Les commanderies sont d'abord regroupées en prieurés. La « chambre prieurale » était réservée au prieur responsable du prieuré. Dans chaque prieuré existait une commanderie appelée « chambre magistrale », elle était à la disposition du grand maître, les revenus lui étaient réservés.

### Création des «langues»
Après la perte des États latins d'Orient (1291), les Hospitaliers s'établissent d'abord à Chypre, puis à Rhodes.
Le nouveau grand maître Guillaume de Villaret (1300-1305), par un décret capitulaire de 1301, réorganise les Hospitaliers en « langues ». Ce décret est confirmé en 1327 par le chapitre de Montpellier.
Ces « langues » sont à l'origine au nombre de sept : Espagne, Provence, Auvergne, France, Italie, Angleterre et Allemagne.
Cette réorganisation est ensuite appliquée aux commanderies, ce qui revient à créer des « provinces » de l'Ordre (entre le grand maître et les prieurs).
En 1462, la langue d'Espagne est scindée entre la langue de Castille et la langue d'Aragon. La langue d'Angleterre est dissoute en 1540, à la suite du passage du royaume au protestantisme. En 1781, est créée une langue anglo-bavaroise au sein de laquelle est créé en janvier 1797 le Grand prieuré de Russie, catholique, suivi en octobre 1797 d'un second d'obédience orthodoxe, autorisé par le tsar Paul Ier.

## Sources
- Bertrand Galimard Flavigny, Histoire de l'ordre de Malte, Paris, Perrin, 2006
- Eugène Mannier, Les Commanderies du grand prieuré de France d'après les documents inédits conservés aux archives nationales à Paris, Paris, 1872 (lire en ligne)